# Kalophrynus nubicola
Espèce
Statut de conservation UICN

 LC  : Préoccupation mineure
Kalophrynus nubicola est une espèce d'amphibiens de la famille des Microhylidae.

## Répartition
Cette espèce est endémique de l'État de Sarawak en Malaisie orientale, sur l'île de Bornéo. Elle se rencontre dans le parc national du Gunung Mulu aux environs de 1 500 m d'altitude,.

## Publication originale
- Dring, 1984 "1983" : Some new frogs from Sarawak. Amphibia-Reptilia, vol. 4, p. 103-115.